# والتر بيري (كرة سلة)
والتر بيري (بالإنجليزية: Walter Berry) مواليد 14 مايو 1964 في نيويورك، هو لاعب كرة سلة أمريكي سابق بدأ مسيرته الاحترافية في سنة 1986 وحمل الرقم 21 و6. يبلغ طوله 6 قدم 8 بوصة (2.0 م). اعتزل اللعب في 2002.

## فرق لعب لها
- بورتلاند ترايل بلايزرز
- سان أنطونيو سبرز
- بروكلين نتس
- هيوستن روكتس
- نادي أولمبياكوس لكرة السلة

## روابط خارجية
- والتر بيري على موقع الاتحاد الدولي لكرة السلة (الإنجليزية)
- والتر بيري على موقع إن بي أي (الإنجليزية)
- والتر بيري على موقع سبورتس رفرنس (الإنجليزية)
- والتر بيري على موقع الدوري الإسباني لكرة السلة (الإسبانية)
- والتر بيري على موقع كرة السلة الأوروبية.كوم (الإنجليزية)
- والتر بيري على موقع كلية كرة السلة في سبورتس رفرنس.كوم (الإنجليزية)
- والتر بيري على موقع ريلجم (الإنجليزية)
- والتر بيري على موقع بروبوليرز (الإنجليزية)
- والتر بيري على موقع سبورتس رفرنس (الإنجليزية)